# 17932 Viswanathan
17932 Viswanathan è un asteroide della fascia principale. Scoperto nel 1999, presenta un'orbita caratterizzata da un semiasse maggiore pari a 2,3566239 UA e da un'eccentricità di 0,0836492, inclinata di 2,35412° rispetto all'eclittica.